# Ascidia fictile
Ascidia fictile är en sjöpungsart som beskrevs av Monniot 1997. Ascidia fictile ingår i släktet Ascidia och familjen Ascidiidae. Inga underarter finns listade i Catalogue of Life.